# Landmvrks
Landmvrks (estilizado en mayúsculas y pronunciado como Landmarks) es una banda francesa de metalcore de Marsella que se formó en 2014. La banda actualmente está compuesta por el vocalista Florent Salfati, el guitarrista principal Nicolas Exposito, el guitarrista rítmica Paul Cordebard, el baterista Kévin D'Agostino y el bajista Rudy Purkart. Desde entonces, la banda ha lanzado cuatro álbumes de estudio y tiene contrato con Arising Empire.

## Historia
La banda se formó en 2014 bajo el nombre de "Coldsight" por Florent Salfati y Nicolas Soriano. Salfati, quien originalmente estaba previsto como guitarrista, también era en ese momento el vocalista fundador de la banda Hate in Front. Tras el fracaso de la búsqueda de un cantante principal adecuado, Salfati se vio obligado a asumir el puesto de vocalista. Para entonces, la formación de la banda estaba casi completa, con Rudy Purkart (bajista) y Thomas Lebreton (guitarrista). Tras convertirse Salfati en vocalista, Nicolas Exposito asumió el cargo de segundo guitarrista. Poco después, cambiaron su nombre a "Landmvrks".
Tras producir principalmente sencillos en los primeros años de su carrera, la banda lanzó su álbum debut autoproducido Hollow el 10 de mayo de 2016. Ese mismo año, la banda actuó en Hellfest por primera vez. La actuación se grabó y se publicó como álbum en vivo, Live at Hellfest (EP).
En 2018, la banda firmó un contrato discográfico con el sello alemán Arising Empire y lanzaría su segundo álbum Fantasy, bajo el sello el 2 de mayo de 2018. El 7 de enero de 2019, se anunció que el baterista y miembro fundador Nicolas Soriano había dejado la banda, con Kévin D'Agostino reemplazándolo en la batería poco después de su salida.
En 2019, la banda realizó una gira por Europa con Any Given Day y en Japón, como teloneros de Polaris. Una gira europea estaba prevista para 2020, pero tuvo que posponerse un año debido al brote del virus SARS-CoV-2 y la pandemia mundial de COVID-19 asociada.
En 2021, la banda lanzó su tercer álbum Lost in the Waves. Alcanzó el puesto número 17 en las listas alemanas de álbumes. La banda lanzó una edición de lujo el 18 de marzo de 2022, titulada Lost in the Waves (The Complete Edition). Esta edición incluye versiones en vivo de algunos de sus temas, así como tres nuevos temas con duetos con Anthony Dijorio (también conocido como Drew York) de Stray from the Path, Bertrand Poncet de Chunk! No, Captain Chunk! y Anthony Diliberto de Resolve.
En otoño de 2022, realizaron una gira por Estados Unidos con Miss May I.
La banda lanzó su cuarto álbum de estudio, titulado The Darkest Place I've Ever Been el 25 de abril de 2025.

## Estilo musical e influencias
Según la crítica Nadine Schmidt de Metal.de, la banda Hundredth, junto con lanzamientos anteriores de Architects y algunas sutiles inserciones de djent, sirvieron de inspiración para su primer álbum Hollow. En el álbum Fantasy, se perciben influencias de bandas como Bring Me the Horizon, Architects y A Day to Remember, así como influencias del nu metal. En su tercer álbum Lost in the Waves, Landmvrks toca una mezcla de metalcore, hardcore punk, nu metal, punk rock y hip-hop.
Los gritos de Florent Salfati recuerdan a vocalistas de bandas hardcore como Andrew Neufeld de Comeback Kid y Bryan Garris de Knocked Loose. En "Lost in the Waves", incluso se dice que Salfati comparte similitudes vocales con Chester Bennington de Linkin Park, al tiempo que mezcla gruñidos con aires deathcore en sus canciones.

## Miembros
| Miembros actuales - Florent Salfati – voz principal (2014-presente); guitarras, bajo (2014) - Nicolas Exposito – guitarra principal, coros (2014-presente) - Rudy Purkart – bajo, coros (2014-presente) - Paul Cordebard – guitarra rítmica, coros (2017-presente) - Kévin D'Agostino – batería, percusiones (2019-presente) | Miembros anteriores - Thomas Lebreton - guitarras (2014-2017) - Nicolás Soriano - batería (2014-2019) |

Linea del tiempo

## Discografía
Álbumes de estudio
- Hollow (2016)
- Fantasy (2018)
- Lost in the Waves (2021)
- The Darkest Place I've Ever Been (2025)

Otros lanzamientos
- Live in Hellfest – álbum en vivo (2016)
- Lost in the Waves (Complete Edition) – edición de lujo (2022)